# Bow Bridge
Bow Bridge is een plaats in de regio Great Southern in West-Australië.
Bow Bridge ontstond in het begin van de 20e eeuw als een nederzetting voor de plaatselijke houtindustrie en landbouw. Het werd vernoemd naar de brug die er over de rivier de Bow ligt.
Het plaatsje maakt deel uit van het lokale bestuursgebied (LGA) Shire of Denmark waarvan Denmark de hoofdplaats is. In 2021 telde Bow Bridge 75 inwoners.
Bow Bridge ligt waar de South Coast Highway de rivier de Bow kruist, 346 kilometer ten zuidzuidoosten van de West-Australische hoofdstad Perth, 95 kilometer ten westen van Albany en 41 kilometer ten westen van Denmark. Het ligt vlak bij de toeristische trekpleister 'Valley of the Giants'